# Raffaele Aversa
Raffaele Aversa (Labico, 2 settembre 1906 – Roma, 24 marzo 1944) è stato un ufficiale e partigiano italiano, capitano dei carabinieri, vittima dell'eccidio delle Fosse Ardeatine, gli fu attribuita la medaglia d'oro al valor militare alla memoria.

## Biografia
Nacque a Labico il 2 settembre 1906, figlio del brigadiere CC.RR Alfonso, comandante della locale stazione carabinieri, e di Mariangela Aquino, entrambi originari di Atripalda (Av), ove il giovane Raffaele vivrà dal 1912. Dopo aver frequentato il Liceo Ginnasio "Pietro Colletta" di Avellino, nel dicembre 1924 si arruolò nell'Arma dei carabinieri, frequentando la Scuola carabinieri di Roma e prestando servizio come sottufficiale a Firenze. Nell'ottobre 1930 entrò come allievo ufficiale alla Regia Accademia Militare di Modena per frequentare un corso speciale, brevettandosi ufficiale in servizio permanente effettivo. Uscito con il grado di sottotenente dei carabinieri il 1 marzo 1932, nell'aprile del 1933 venne destinato a disposizione della Legione di Alessandria 7 mesi dopo al comando della Tenenza di Egna (BZ). L'anno successivo assunse il comando della Compagnia di Bolzano e nel giugno 1935 quello della Tenenza di Villanova d'Asti. Fu poi promosso tenente e nel 1935 partì per l'Africa Orientale Italiana Dal 23 agosto 1935 al 29 maggio 1937 rimase in A.O.I. in forza alla 390ª sezione C.C. mobilitata, combattendo nel corso della guerra d'Etiopia. con la 390ª Sezione Carabinieri Mobilitata dal 23 agosto 1935 al 29 maggio 1937, distinguendosi particolarmente nela battaglia dello Scirè, ove meritò un encomio solenne. Alla fine dello stesso anno conseguì la Laurea in Giurisprudenza presso l'Università di Bologna.
Il 19 dicembre 1938 si unì in matrimonio con la signora Liana Melley, ligure; dal loro legame nascerà la figlia Mirella.
Nel 1941, durante la seconda guerra mondiale, fu promosso capitano. Nel marzo 1942 fu inviato in Unione Sovietica, aggregato al 3º Reggimento bersaglieri operante in seno alla 3ª Divisione celere "Principe Amedeo Duca d'Aosta" del CSIR. Decorato con una Croce di guerra al valor militare, nel marzo 1943 ritornò in Italia per assumere il comando della "Compagnia Tribunali" dei carabinieri di Roma.
Dopo la caduta del regime fascista, il 25 luglio 1943, assieme al capitano Paolo Vigneri, curò l'arresto di Benito Mussolini su ordine del tenente colonnello Giovanni Frignani..
L'arresto di Mussolini aveva posto i due ufficiali in una situazione delicata. La situazione diventò più seria quando le cose precipitarono dopo l'armistizio dell'8 settembre. A questo punto il Vigneri ritenne opportuno non prestare più servizio e, lasciato il comando, si diede alla macchia, mentre egli rimase al suo posto. Dopo l'8 settembre 1943, Romolo Guercio nella relazione inviata il 7 luglio 1944 al Ministero della Guerra, riferisce che aveva discusso della situazione con l'Aversa, ottenendo questa risposta: "Vedi. Qui si sono tutti "squagliati": le truppe che difendevano Roma, i capi militari, le autorità politiche, ecc. Siamo rimasti solo noi carabinieri, gli unici che possiamo ancora frenare gli eccessi tedeschi. Anche se abbiamo ricevuto specifici ordini, il nostro dovere è quello di proteggere la popolazione. Per questo nessuno di noi deve abbandonare il suo posto. Per me, se ritengono che ciò che ho fatto sia un delitto, mi arrestino e mi uccidano pure, ma io non solo non debbo nascondermi, ma debbo e voglio operare apertamente e in piena uniforme, onde ottenere che anche tutti i dipendenti pensino soltanto al loro attuale dovere, qualunque sia il suo costo".
Sfuggito all'arresto tentato dalle nuove autorità il 7 ottobre 1943, condusse vita da latitante, trovando rifugio nell'abitazione dell'amico Capitano dei Bersaglieri Romolo Guercio. Sistemate invece la moglie e la piccola figlia nell'abitazione del Commissario di Pubblica Sicurezza Laurenziani, anch'egli suo amico, riuscì subito a procurarsi documenti falsi sotto il nome di dottor Aquino e già a fine ottobre prese contatto e si diede a organizzare i carabinieri nel Fronte clandestino di resistenza dei carabinieri, sotto la guida del generale Caruso e in collegamento con il colonnello Giuseppe Cordero Lanza di Montezemolo.
Il 23 gennaio 1944 fu arrestato dalla polizia tedesca, assieme al maggiore Ugo de Carolis e al tenente colonnello Giovanni Frignani. Rinchiuso nel carcere SS di via Tasso, fu sottoposto a tortura, ma non fece alcuna rivelazione e la sua dignità e fermezza lo accompagnarono fino all'eroica morte, dopo due mesi di sevizie, alle Fosse Ardeatine. In sua memoria fu decretata la concessione della Medaglia d'oro al valor militare. Per onorarne il ricordo gli furono intitolate vie a Roma, Labico, Avellino, Manfredonia e Atripalda.

## Onorificenze
Il 157º corso allievi carabinieri ausiliari è stato intitolato alla memoria del Cap.Aversa

### Annotazioni
1. ↑  Comandante della "Compagnia Interna" dei carabinieri di Roma.

### Fonti
1. 1 2 3 4 5 6  Combattenti Liberazione.
2. 1 2  Ragionieri, Nistri, Rossi 2007, p. 393.
3. ↑  Ragionieri, Nistri, Rossi 2007, p. 396.
4. 1 2 3  Portelli 1999, p. 117.
5. ↑  Sito web del Quirinale
6. ↑  Registrato alla Corte dei Conti lì 16 aprile 1946, guerra, registro 5, foglio 38.